# Chaitophorus matsumurai
Chaitophorus matsumurai är en insektsart som beskrevs av Hille Ris Lambers 1960. Chaitophorus matsumurai ingår i släktet Chaitophorus och familjen långrörsbladlöss. Inga underarter finns listade i Catalogue of Life.